# Latina 990 AM
Latina 990 AM, es una radioemisora peruana. Se emite a 990 AM en la ciudad de Lima, y en 70% del territorio nacional. Se destacó por ser oficialista al gobierno de Pedro Castillo, así como medio de comunicación para los simpatizantes de Perú Libre. Formó parte del surgimiento de la prensa alternativa en el país.

## Historia
La empresa fue fundada en 1958.
Inició sus transmisiones en el año de 1966 como repartidora de Radio Programas del Perú desde el distrito de Miraflores. El 15 de enero de 1972 la familia Delgado Parker transfirió los derechos a los esposos David Caballero Hermoza y Delia Llanos de Caballero. Operó bajo el nombre Radio Disco, de la empresa concesionaria, y meses después bajo Estación X. En 1984 se estrenó con el nombre comercial Radio Latina.
Su programación es variada, que incluye producciones informativas y religiosas.
La radio obtuvo fama por apoyar al candidato Pedro Castillo en las elecciones de 2021. El director de la radio Mauro Gonzales Caballero, invitó a Castillo por medio del espacio Palabra de maestro a participar sesiones de preguntas, lo que convirtió en el programa más escuchado por los simpatizantes de Perú Libre.  Luego, cuando el candidato entró a la presidencia, a partir de los vínculos familiares con el director de la radio, la familia Caballero y cercanos obtuvieron posteriormente cargos ministeriales.
En 2021 con Mauro Gonzales en la directiva, se fundó un canal de televisión de carácter privado con nexos al gobierno de Castillo, Nacional TV.